# McKay對應
McKay對應 (McKay correspondence)，是一种連結幾何、組合學和代數的基本關係。基本關係解釋了幾何原本結尾的柏拉圖立體分類。

## 代數方面

### 基本
設
- SU(2)是兩維的幺正羣(special unitary group)。
- R係SU(2) 的基本（兩維）表示(standard representation)
- G 係 SU(2) 的有限子羣。
- {R[i] | i∊ I }是G的全部唔約得表示 (irreducible representation)
- m[i,j] 是整數，描述張量積分解：R[i] ⊗R = m[i,j] R[j]。

再設
Γ 是幅有向圖，其頂點相應各 i∊ I ，再由頂點 i 向頂點 j 畫 m[i,j]支箭嘴。
只有，McKay 指：
- 这幅圖是A、D 或 E 型的仿射Dynkin圖

## 網頁
- http://math.ucr.edu/home/baez/ADE.html （页面存档备份，存于）